# Janusz Cianciara
Janusz Maciej Cianciara (ur. 19 kwietnia 1938, zm. 13 sierpnia 2025 w Warszawie) – polski lekarz internista i hepatolog, nauczyciel akademicki, profesor nauk medycznych.

## Życiorys
W 1962 ukończył studia w Wydziale Lekarskim Akademii Medycznej w Warszawie. W 1971 uzyskał specjalizację I stopnia w dziedzinie chorób wewnętrznych i w 1976 specjalizację II stopnia w dziedzinie chorób zakaźnych.
Stopień doktora nauk medycznych uzyskał w 1974 w Akademii Medycznej w Warszawie. W 1978 w tej samej uczelni uzyskał stopień doktora habilitowanego. W 1992 otrzymał tytuł naukowy profesora.
W latach 1990-2008 kierownik Kliniki Hepatologii i Nabytych Niedoborów Immunologicznych Warszawskiego Uniwersytetu Medycznego. Ponadto pełnił szereg funkcji w Akademii Medycznej w Warszawie, w tym m.in. prodziekana I Wydziału Lekarskiego (dwie kadencje), prorektora ds. Klinicznych i Współpracy z Regionem (dwie kadencje) i przewodniczącego Senackiej Komisji ds. Klinicznych i Współpracy z Regionem.
Członek wielu towarzystw naukowych. W latach 2003-2006 Prezes Polskiego Towarzystwa Epidemiologów i Lekarzy Chorób Zakaźnych.

## Odznaczenia
- Krzyż Kawalerski Orderu Odrodzenia Polski (2010)[6]